# 奧瑪亞·本·阿布德·沙姆斯
奧瑪亞·本·阿布德·沙姆斯（阿拉伯语：‎，Umayya ibn Abd Shams）是麥加古萊什氏族的成員之一，奧瑪亞王朝的先祖，出生於六世紀初。他是阿布德·沙姆斯·本·馬納夫的兒子，他的叔父是哈希姆·本·阿布德·馬納夫（哈希姆家族的始祖）。
在父親阿布德·沙姆斯·本·馬納夫去世後，奧瑪亞·本·阿布德·沙姆斯繼承其「卡伊德」（Qa'id，意為軍事將領）的職位。奧瑪亞有兩個兒子：哈爾卜·本·奧瑪亞和阿布·阿拉斯（Abu al-As）。前者是早期穆罕默德的堅決反對者阿布·苏富扬的父親，後者是正統哈里發奧斯曼以及奧瑪亞哈里發馬爾萬一世的祖父。